# Jelenohorské vojvodství
Jelenohorské vojvodství (polsky województwo jeleniogorskie) bylo během uspořádání země z let 1975–1998 vyšším územně samosprávným celkem Polska. Vojvodství hraničilo na severu s vojvodstvím Zelenohorským, na severovýchodě s Lehnickým a na východě s Valbřišským. Z jihozápadu hraničilo s Československem a později s Českou republikou, ze západu s NDR a později se SRN. Na konci roku 1998 zaniklo na základě reformy administrativního uspořádání země a jeho území bylo začleněno do Dolnoslezského vojvodství.